# Exército Popular de Libertação da Namíbia

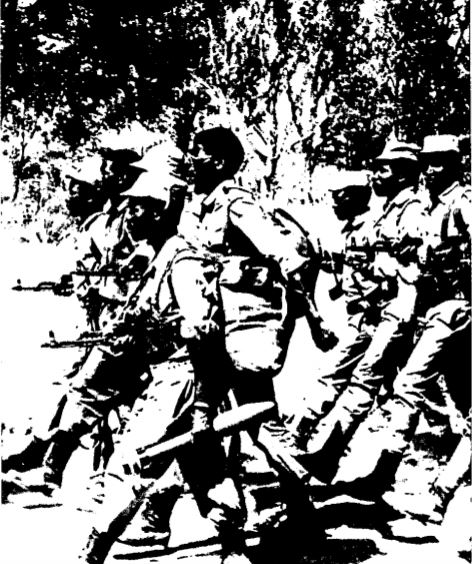
Tropas do PLAN desfilando em acampamento secreto, em Angola, no ano de 1984.

O Exército Popular de Libertação da Namíbia (PLAN, do inglês: People's Liberation Army of Namibia) foi a ala militar da Organização do Povo do Sudoeste Africano (SWAPO). Lutou contra a Força de Defesa da África do Sul (SADF) e a Força Territorial do Sudoeste Africano (SWATF) durante a Guerra de Independência da Namíbia. Ao longo de sua história, o PLAN tinha unidades insurgentes e semi-convencionais irregulares, bem como uma extensa rede de recrutamento na zona rural do Sudoeste Africano (atual Namíbia). Durante a guerra, a maioria de suas atividades domésticas consistia em ataques com minas terrestres e atos de sabotagem. O PLAN inicialmente não dispunha de nenhuma unidade permanente, e a maior parte das operações foi realizada por exilados políticos que passaram períodos cíclicos residindo em campos de refugiados em nações vizinhas antes de lançar ataques no próprio Sudoeste Africano. No final da guerra, o PLAN tinha 32.000 militantes armados, incluindo três batalhões de tropas semiconvencionais equipadas com armas pesadas.
O PLAN lançou sua maior e última ofensiva entre o final de abril e o início de março de 1989. Depois disso, cessou as operações devido ao processo de paz em curso no Sudoeste Africano e se retirou para acima do paralelo 16 sul. A maior parte das forças do PLAN foram desarmadas e desmobilizadas em seus acampamentos angolanos no final de 1989 pelo Grupo de Assistência das Nações Unidas para o Período de Transição na Namíbia (UNTAG) e repatriadas para o Sudoeste Africano. Um pequeno número permaneceu na reserva até depois da independência da Namíbia, quando eles também foram repatriados. As últimas tropas e equipamentos do PLAN foram devolvidos à Namíbia em meados de 1990 para integração com a nova Força de Defesa da Namíbia (NDF).